# Rüttelhorn
Das Rüttelhorn ist ein 1193 m ü. M. hoher Berg im Schweizer Jura. Er liegt auf der Grenze zwischen den Kantonen Bern und Solothurn.
Im Süden liegt die Gemeinde Farnern, im Norden die Gemeinde Herbetswil in der Region Thal. Östlich des Rüttelhorns gegenüber dem Horngraben liegt das 1230 m ü. M. hohe Hällchöpfli, westlich davon die Alp Schmidematt.
Die Südwand, welche stellenweise bis 60 Meter hoch ist und sich über die Süd- und Ostflanke zieht, ist bei Sportkletterern beliebt. Sie hat einige eigens eingerichtete Routen (Schwierigkeitsstufen IV bis VIII). Der Norden und Westen des Rüttelhorns ist wiederum geprägt von einer bewaldeten Flanke, über die man ohne Probleme auf den Gipfel gelangt (Forststrasse oder Weglein T1).